# Санин, Павел Михайлович
Павел Михайлович Санин (25 июня 1918, Москва, Советская Россия — 17 октября 2012, Москва, Российская Федерация) — советский российский спортсмен и тренер по академической гребле, заслуженный тренер РСФСР.

## Биография
Греблей начал заниматься в 1935 году у известного детского тренера А. Н. Бутягина. Мастер спорта по академической гребле. В 1936 году выиграл первенство СССР по 2-й группе в составе восьмёрки московского «Динамо». Участник Великой Отечественной войны, служил в отдельной мотострелковой бригаде Особого назначения (ОМСБОН).
В 1946 году уволился в запас и в течение 44 лет работал тренером в московском «Динамо». Среди его учеников: 19 мастеров спорта, 5 мастеров международного класса и 5 заслуженных мастеров спорта по академической гребле — Г.Митрохина, А.Кулешова, Е.Власова, Т.Маркво и Е.Щербачёва. Известная конькобежка, четырёхкратная чемпионка мира в многоборье Инга Артамонова, тренируясь у П. Санина стала бронзовым призёром чемпионата СССР в составе восьмёрки.
В 1987 году организовал «Гонку чайников».

## Награды и звания
- Заслуженный тренер РСФСР.
- орден Великой Отечественной войны II степени
- медаль «За победу над Германией»
- медаль «За оборону Москвы»
- медаль Жукова
- медаль «60 лет Победы».